# Handball-Regionalliga Süd 1997/98
Die Saison 1997/98 der Handball-Regionalliga  Süd war die achtundzwanzigste Spielzeit, welche unter dem Dach des Süddeutschen Handballverbandes (SHV) organisiert wurde und nach der Bundesliga, und der 2. Bundesliga zu den dritthöchsten Spielklassen im deutschen Handball gehörte.

## Saisonverlauf
Süddeutscher Meister sowie Aufsteiger in die 2. Bundesliga wurde die 1. SV Concordia Delitzsch und Vizemeister ohne Aufstiegsrecht der TSG Oßweil.

### Modus
Vierzehn Mannschaften spielten in zwei Gruppen eine Hin- und Rückrunde um die süddeutsche Meisterschaft und den Aufstieg
 in die 2. Bundesliga. Vier Absteiger in die Oberligen.

### Teilnehmer und Abschlussplatzierungen
Nicht mehr dabei waren der Aufsteiger und die Absteiger aus der Vorsaison. Neu dabei waren ein Absteiger (A) aus der 2. Bundesliga und drei Aufsteiger (N) aus den Oberligen Südbaden, Baden, Württemberg, Sachsen und der Bayernliga.

### Männer

Landkarte Regionalligen: Die blauen Felder umfassten den Bereich der Regionalliga Süd (SHV)

| Gruppe Nord/Ost  1. 1. SV Concordia Delitzsch - 2. HSC Bad Neustadt - 3. HG Oftersheim/Schwetzingen - 4. TSV Birkenau - 5. TSB Horkheim (N) - 6. Zwickauer HC Grubenlampe - 7. TV Hemsbach - 8. TuS Durmersheim - 9. Hockenheimer SV (N) - 10 TB 03 Roding (N) - 11 SG LVB Leipzig - 12 TSV 1846 Lohr  13 TV 1877 Lauf  14 HSV Dresden (N) | Gruppe Süd/West  1. TSG Oßweil (A) - 2. TG Landshut - 3. HSG Konstanz - 4. TV Kornwestheim - 5. TV Weilstetten - 6. SG Köndringen/Teningen - 7. TSV Bad Saulgau - 8. TuS Fürstenfeldbruck - 9. TSV Deizisau - 10 TSV Trudering - 11 TSV 1861 Langenau - 12 TV Oppenweiler  13 TB Bad Rotenfels 1891 (N)  14 HV Grün-Weiß Hofweier |

- Für die Regionalliga Süd 1998/99 qualifiziert

  Absteiger in die Oberligen

### Süddeutsche Meisterschaft
1. SV Concordia Delitzsch : TSG Oßweil 28:18, 25:24

### Frauen
- Der DJK Augsburg-Hochzoll wurde Süddeutscher Meister und hat sich für die 2. Bundesliga 1998/99 der Frauen qualifiziert.